# La Basse-Vaivre
La Basse-Vaivre é uma comuna francesa na região administrativa de Borgonha-Franco-Condado, no departamento de Alto Sona. Estende-se por uma área de 3,54 km². Em 2010 a comuna tinha 36 habitantes (densidade: 10,2 hab./km²).